# Pouillé (Vendée)
Pouillé település Franciaországban, Vendée megyében. Lakosainak száma 643 fő (2022. január 1.). Pouillé L’Hermenault, Mouzeuil-Saint-Martin, Petosse, Saint-Étienne-de-Brillouet és Saint-Valérien községekkel határos.

## Népesség
A település népességének változása:
| Lakosok száma | 647  | 620  | 632  | 629  | 636  | 644  | 641  | 638  | 643  |
|               | 2013 | 2015 | 2016 | 2017 | 2018 | 2019 | 2020 | 2021 | 2022 |